# Scoglio Fitzpatrick
Lo scoglio Fitzpatrick (in inglese Fitzpatrick Rock) è un piccolo scoglio antartico facente parte dell'arcipelago Windmill.
Localizzato ad una latitudine di 66° 16' sud e ad una longitudine di 110°30' est, al largo della costa Budd, è stato mappato per la prima volta mediante ricognizione aerea durante l'operazione Highjump e l'operazione Windmill, negli anni 1947-1948. È stato intitolata dallo US-ACAN al navigatore della USS Glacier (US Navy) J. A. Fitzpatrick, che prese parte all'esplorazione nella baia Newcomb nel febbraio 1957.